# Arbeidersstrijd
Arbeidersstrijd (Frans:Lutte Ouvrière, LO) is een Belgische communistische partij. De LO is hoofdzakelijk actief in Wallonië, maar publiceert haar krant en verklaringen ook in het Nederlands. Ideologisch gezien is LO onderdeel van de Trotskistische communistische stroming. Specifiek is zij onderdeel van de Internationale Communistische Vereniging (Union Communiste Internationaliste) waarvan de Franse afdeling, ook genaamd Lutte Ouvrière, de bekendste afdeling is.

## Activiteiten
De meest zichtbare activiteit van de partij is de krant die de LO uitgeeft, genaamd De Stem van de Arbeiders/La Voix des Travailleurs. Deze komt tien keer per jaar uit. Daarnaast zijn leden van LO actief in verschillende vakbonden.

## Verkiezingsuitslagen
De LO geeft grote prioriteit aan haar werk binnen fabrieken en vakbonden, en komt daarom slechts sporadisch op bij verkiezingen.

| Jaar | Stemmen | %     | Zetels | Misc.                                             |
| ---- | ------- | ----- | ------ | ------------------------------------------------- |
| 2014 | 3.539   | 0,03% | 0      | Deelname in Henegouwen (0,48%)                    |
| 2019 | 5.735   | 0,05% | 0      | Deelname in Henegouwen (0,78%)                    |
| 2024 | 6.552   | 0,09% | 0      | Deelname in Brussel (0,36%) en Henegouwen (0,64%) |

| Jaar | Gemeente     | Stemmen | %     |
| ---- | ------------ | ------- | ----- |
| 2018 | La Louvrière | 623     | 1,44% |